# 开路者号航天飞机
开路者号航天飞机（英語：Space Shuttle Pathfinder），是一架由钢铁和木材建造的模拟航天飞机，1977年建造于马歇尔航天中心，后运往肯尼迪航天中心用作地面测试之用，实际上不具备飞行能力。由于开路者号与真正的航天飞机具有相似的重量、形状和尺寸，一些测试可以在其身上进行，而不必使用更加精密且昂贵的企业号。
在退役数年后，一家日本财团资助了对其的重新装饰，使其看起来更加像一架真正的航天飞机，并命名其为开路者号。1983年到1984年间，开路者号被展示于东京。之后，开路者号运回美国，在美国太空和火箭中心展览。